# Mylopotamos (Kreta)
Mylopotamos of Mylopotamos Rethymnou (Grieks: Μυλοπόταμος of Μυλοπόταμος Ρεθύμνου) is sedert 2011 een fusiegemeente (dimos) in de Griekse bestuurlijke regio (periferia) Kreta. Het bestuurscentrum van de gemeente ligt in de plaats Perama.

## Geschiedenis
De drie deelgemeenten (dimotiki enotita) van de fusiegemeente zijn:
- Geropotamos (Γεροπόταμος), met de wijken Panormo en Bali
- Kouloukonas (Κουλούκωνας)
- Zoniana (Ζωνιανά)